# Луа, Жозеф
Жозеф Луа (фр. Joseph Loua; род. 15 ноября 1976) — гвинейский легкоатлет, выступавший в беге на короткие дистанции. Участник летних Олимпийских игр 1996 и 2000 годов, серебряный призёр чемпионата Африки 1996 года.

## Биография
Жозеф Луа родился 15 ноября 1976 года.
Трижды участвовал в чемпионатах мира по лёгкой атлетике. В 1995 году в Гётеборге выбыл в 1/8 финала в беге на 200 метров (21,06 секунды), в 1997 году в Афинах — в четвертьфинале (20,91), в 1999 году в Севилье — в четвертьфинале (20,83).
В 1996 году завоевал серебряную медаль чемпионата Африки в Яунде в беге на 200 метров (20,80).
В том же году вошёл в состав сборной Гвинеи на летних Олимпийских играх в Атланте. В беге на 200 метров в 1/8 финала занял 4-е место, показав результат 20,81, в четвертьфинале занял предпоследнее, 7-е место (21,01), уступив 0,57 секунды попавшему в полуфинал с 4-го места Сергею Иншакову из Латвии. Был знаменосцем сборной Гвинеи на церемонии открытия Олимпиады.
В 1997 году стал чемпионом Франкофонских игр в Антананариву в беге на 200 метров (20,54).
В 2000 году вошёл в состав сборной Гвинеи на летних Олимпийских играх в Сиднее. В беге на 200 метров в 1/8 финала занял предпоследнее, 7-е место, показав результат 21,60 и уступив 0,73 секунды попавшему в четвертьфинал с 3-го места Умару Луму из Сенегала. Был знаменосцем сборной Гвинеи на церемонии открытия Олимпиады.

## Личный рекорд
- Бег на 200 метров — 20,54 (1997, Антананариву)[5]

## Семья
Старший брат — Робер Луа (род. 1969), гвинейский легкоатлет. Участник летних Олимпийских игр 1988 и 1996 годов.